# Ecsenius shirleyae
Ecsenius shirleyae är en fiskart som beskrevs av Springer och Allen 2004. Ecsenius shirleyae ingår i släktet Ecsenius och familjen Blenniidae. Inga underarter finns listade i Catalogue of Life.